# Fluorodesoxiglicose
Fluorodesoxiglicose (18F) vulgarmente abreviado como 18F-FDG ou FDG, é um radiofármaco usado na tomografia por emissão de positrões (TEP), uma modalidade de imagiologia médica. Quimicamente, trata-de de 2-desoxi-2-(18F)fluoro-D-glicose, um análogo da glicose, com o isótopo radioativo emissor de positrões flúor-18 em substituição do grupo hidroxila normal na posição 2 da molécula de glicose.
Após a injecção de 18F-FDG no paciente, uma máquina de TEP pode formar imagens da distribuição da FDG pelo corpo. Estas imagens podem então ser avaliadas por um médico de medicina nuclear ou radiologista para diagnóstico de várias doenças.